# Sportvereinigung (NRD)
Sportvereinigung, SV – w NRD federacja klubów sportowych związanych z gałęzią przemysłu (np. Turbine), transportem (Lokomotive), szkolnictwem wyższym (Wissenschaft), wojskiem (Armeesportvereinigung Vorwärts) lub bezpieczeństwem wewnętrznym (Sportvereinigung Dynamo).

## Pozostałości
Po zjednoczeniu Niemiec większość klubów sportowych zmieniła  nazwy. Przykłady nazw pozostawionych: SV Motor Altenburg, FC Energie Cottbus, SG Dynamo Dresden, FV Motor Eberswalde, TSV Stahl Riesa, Lokomotive Lipsk.